# USS Rebel (AM-284)
USS Rebel (AM-284) trałowiec typu Admirable służący w United States Navy w czasie II wojny światowej. Służył na Pacyfiku, a po wojnie na Atlantyku.
Stępkę okrętu położono 10 maja 1943 w stoczni General Engineering & Dry Dock Co. w Alameda. Zwodowano go 28 października 1943, matką chrzestną była C. E. Guiness. Jednostka weszła do służby 12 września 1944, pierwszym dowódcą został Lt. Comdr. E. S. Weymouth.
Brał udział w działaniach II wojny światowej. Przekazany Meksykowi w 1962, służył jako DM-14.

## Odznaczenia
"Rebel" otrzymał 4 battle star za służbę w czasie II wojny światowej.